# ZeniMax Online Studios
ZeniMax Online Studios est un studio américain de développement de jeux vidéo fondé en 2007 et situé à Hunt Valley dans le Maryland. Filiale de ZeniMax Media, l'entreprise emploie environ 250 employés, et est orientée dans le développement de jeux en ligne massivement multijoueur.
Le premier jeu du studio est The Elder Scrolls Online.

## Historique
ZeniMax Online Studios est officiellement formé en 2007 par ZeniMax Media, et dirigé par Matt Firor, un designer de MMO et ancien employé de Mythic Entertainment. La compagnie a été fondée afin de se spécialiser pour la création de MMO. En 2007, elle annonce un partenariat avec Simutronics pour l'utilisation du HeroEngine.
En juin 2008, ZeniMax Online Studios emménage dans son actuel bureau à Hunt Valley.
Le 15 mars 2010, le studio annonce qu'il utilisera le Fork Particle SDK pour créer des effets de particules dans son prochain jeu encore non dévoilé.
Le 3 mai 2012, Game Informer annonce que le jeu en développement chez ZeniMax Online Studios se déroule dans l'univers de The Elder Scrolls, approximativement un millénaire avant les événements dans Skyrim. Le jeu, titré The Elder Scrolls Online, est sorti le 4 avril 2014 sur PC et Mac, il est sorti en 2015 sur PlayStation 4 et Xbox One.
Le 9 mars 2021 le rachat de ZeniMax Media et de ces studios est officialisé par Microsoft.